# Paranisakiopsis australiensis
Paranisakiopsis australiensis är en rundmaskart som beskrevs av Johnston och Mawson 1945. Paranisakiopsis australiensis ingår i släktet Paranisakiopsis och familjen Ascarididae. Inga underarter finns listade i Catalogue of Life.